# Botanica expeditior
Botanica expeditior (abreviado Bot. Exped.) es un libro con ilustraciones y descripciones botánicas que fue escrito por el profesor, botánico, micólogo, entomólogo, ornitólogo e inventor alemán Jacob Christian Schäffer. Fue publicado en Ratisbona el año 1760 con el nombre de Botanica Expeditior. Genera plantarum in tabulis sexualibus et universalibus aeri incisis exhibens.